# Berlesaspidiotus crenulatus
Berlesaspidiotus crenulatus är en insektsart som beskrevs av Ben-dov 1988. Berlesaspidiotus crenulatus ingår i släktet Berlesaspidiotus och familjen pansarsköldlöss. Inga underarter finns listade i Catalogue of Life.